# Faith of Esther
Faith of Esther（FOE、宗教法人「小牧者訓練会」による被害を受けた女性達の救出と癒しを目的とする会）は、宗教法人「小牧者訓練会」がカルト化し、信徒らが創始者卞在昌宣教師によってセクシャルハラスメントとマインドコントロールを受けたとして訴えている団体。Faith of Estherは「エステルの信仰」の意味で、旧約聖書「エステル記」からの名称。代表者は国際福音キリスト教会元伝道師の毛利陽子ら。
キリスト新聞は2009年1月31日号で報道した。他にも週刊文春やキリスト教界各紙が報じている。
一方、小牧者訓練会と国際福音キリスト教会の創立者卞在昌は、この報道に反論しており、卞在昌はこれらの団体に立ち向かうと宣言した。
卞在昌は2009年3月21日にリバイバル・ジャパンのインタビューに答え、FOEの内容は背後で操る専門家によって作り上げられた嘘であるとして、疑惑を全面否定し、宣教地の回復のために戦うとしている。
2009年10月、卞在昌から性的自己決定権を侵害されたとして、同会及び関連会社に所属していた女性らが卞在昌らを相手取り、民事訴訟を東京地裁に起こした。訴えられたのは卞在昌、現在教団代表で卞の妻のチョウアイラン（曺愛欗）、および卞在昌が設立した三法人（宗教法人小牧者訓練会・株式会社小牧者出版）さらには2010年に卞在昌を準強姦罪で告訴し逮捕させたものの、証拠は“被害者”の証言のみ、かつアリバイが存在するとして無罪判決が2011年6月に確定している。この無罪判決を受け、卞在昌から逆に被害者や被害者の会の代表者らに対して東京地裁に総額1億円あまりの民事提訴が行われた。
かつて小牧者訓練会・国際福音キリスト教会に所属し現在は脱会した者たちを中心に、教団もしくは教団関連法人による被害を受けたとされる者の法的措置の支援を行うため、モルデカイの会が結成された。FOEは「モルデカイの会」に移行するとしている。